# Sergi López Segú
Sergi López Segú (Granollers, Barcelona, España, 6 de octubre de 1967 - Granollers, Barcelona, España, 4 de noviembre de 2006) fue un futbolista español que jugó en el FC Barcelona, Real Mallorca y Real Zaragoza como defensa central.

## Biografía
De familia muy vinculada al fútbol, era el mayor de una saga de tres hermanos futbolistas, donde cabe destacar su hermano menor Gerard López, quien también fue futbolista del primer equipo del FC Barcelona. Las lesiones en sus rodillas perjudicaron su carrera como futbolista, ya que le obligaron a pasar por el quirófano hasta en cinco ocasiones cuando todavía no había cumplido 21 años.
Al igual que su hermano, jugaba de centrocampista. Destacó en las categorías menores del Granollers y ya desde benjamín grandes clubes como el Real Madrid y el Barça apostaron por su fichaje, recalando finalmente en la cantera barcelonista.
Con la entidad azulgrana jugó un total de 19 partidos de Liga, participando en el primer título de la era Cruyff en 1991. Además con el Barça se adjudicó la Recopa en la temporada 1988-89 y las Copas del Rey en las temporadas 1987-88 y 1989-90.
Posteriormente en la temporada 1991-92 fue fichado por el Real Mallorca y la temporada siguiente pasó a engrosar las filas del Real Zaragoza, con el que también se adjudicó la Recopa de la temporada 1994-95. 
En total jugó 71 partidos en Primera División. 
Después también jugó en Tercera División con el CF Gavà.
Se suicidó arrojándose trágicamente  a las vías del tren. Aunque según fuentes cercanas a la familia y algunos medios de comunicación, dijeron que fue un accidente.

## Clubes
| Club          | País   | Año       |
| ------------- | ------ | --------- |
| FC Barcelona  | España | 1987-1991 |
| Real Mallorca | España | 1991-1992 |
| Real Zaragoza | España | 1992-1995 |
| CF Gavà       | España | 1995      |

## Palmarés
- 1 Liga española de fútbol (FC Barcelona, temporada 1990-91)
- 3 Copa del Rey de Fútbol (FC Barcelona, temporadas 1987-88 y 1989-90), (Real Zaragoza, temporada 1993-94)
- 2 Recopa de Europa de fútbol (FC Barcelona, temporada 1988-89 y Real Zaragoza, temporada 1994-95)